# Pace di Busza
La pace di Busza (Busha, Bose), nota anche come Trattato di Jaruga, fu negoziata da Stanisław Żółkiewski della Confederazione polacco-lituano e Iskender Pasha dell'Impero ottomano a Busza (Busha o Bose) vicino ai fiumi Jaruga e Dnestr il 23 settembre 1617.

## Antefatti
Gli eserciti polacco e ottomano si incontrarono, ma decisero di negoziare, invece di combattere. In questo trattato di pace la Confederazione polacco-lituano accettò di cedere il Chotyn agli ottomani e di fermare la sua interferenza in Moldavia.

## Termini
Il trattato del 1617 stabiliva che la Polonia non avrebbe interferito negli affari interni dei vassalli ottomani in Transilvania, Moldavia e Valacchia, la Confederazione doveva impedire ai cosacchi di razziare le terre dell'Impero Ottomano, cedendo Khotyn. In cambio, l'Impero Ottomano promise di fermare le incursioni tartare. L'Impero Ottomano aveva anche il diritto di interferire in Transilvania, Moldavia e Valacchia e selezionare i governanti di quella regione.

## Risvolti
Il trattato sarebbe stato violato da entrambe le parti, poiché cosacchi e tartari avrebbero continuato a razziare le terre di confine. Ciò avrebbe portato a una nuova guerra, ma lo status quo della pace di Busza sarebbe stato confermato all'indomani della guerra polacco-ottomana (1620-1621) dal Trattato di Chocim.